# Echo Park
Echo Park — третій студійний альбом уельської групи Feeder, який був випущений 23 квітня 2001 року.

## Композиції
1. Standing on the Edge — 3:13
2. Buck Rogers — 3:13
3. Piece By Piece — 3:49
4. Seven Days in the Sun — 3:39
5. We Can't Rewind — 3:52
6. Turn — 4:30
7. Choke — 3:20
8. Oxygen — 4:20
9. Tell All Your Friends — 2:55
10. Under the Weather — 3:33
11. Satellite News — 5:25
12. Bug — 3:44

## Учасники запису
- Грант Ніколас — гітара, вокал
- Така Хірозе — бас-гітара
- Джон Лі — ударні